# Balerina (film, 2016)
A Balerina (eredeti cím: Ballerina) 2016-ban bemutatott francia–kanadai 3D-s számítógépes animációs film, amelyet Eric Summer és Éric Warin rendezett. A forgatókönyvet  Carol Noble és Laurent Zeitoun írta, a zenéjét Klaus Badelt szerezte, a producerei Valérie d'Auteuil, Nicolas Duval Adassovsky, André Rouleau, Laurent Zeitoun és Yann Zenou voltak. 
Franciaországban és Kanadában 2016. december 14-én, Magyarországon 2017. január 19-én mutatták be a mozikban.

## Cselekmény
Az 1880-as években a tizenegy éves Félicie (Elle Fanning), egy szegény árva lány, aki arról álmodik, hogy balerina lesz, de hiányzik a formális képzés, a legjobb barátjával, Victorral (Dane DeHaan), egy fiatal feltalálóval elmenekül a vidéki Bretagne-i árvaházából. Együtt Párizsba mennek, de hamarosan elválnak egymástól, Victor pedig irodai fiúvá válik Gustave Eiffel műhelyében. Félicie megtalálja az utat a párizsi operába, ahol az őr elkapja a birtokháborítást. Egy titokzatos takarító menti meg, aki sántít, Odette (Carly Rae Jepsen), aki beleegyezik abba, hogy hagyja, hogy Félicie vele maradjon, amíg fel nem áll a lábára. Odette mind az Operának, mind a kegyetlen, imperious Régine Le Hautnak (Julie Khaner) dolgozik, egy gazdag étterem tulajdonosa. Miközben segít Odette tiszta, Félicie kémek Regine lánya, Camille (Maddie Ziegler), gyakorló balett. Camille meglátja Félicie-t, sértegeti őt, és kidobja Félicie kincses zenedobozát az ablakon, eltörve azt. Mivel Félicie Victornak viszi javításra, elfogja a postást, aki az Operából levelet hoz, amelyben elismeri Camille-t a Párizsi Opera Balett ünnepelt iskolájába, részben anyja kapcsolata miatt. Dühében Félicie elrejti a levelet, és elhatározza, hogy vállalja Camille személyazonosságát, hogy bejusson az iskolába, és megvalósítsa álmát.
Odette beleegyezik, hogy mentor Félicie, aki később megtudja, hogy Odette volt prima balerina. Félicie nagyon nehéznek találja a képzését, De Camille elfogadási levelével sikerül helyet foglalnia a balettiskolában. Mérante (Terrence Scammell), az iskola szigorú koreográfusa bejelenti, hogy az osztály egyik lányát választják Clara szerepének táncolására a Diótörőben. Minden nap elbocsátja az osztály legrosszabb táncosát. Félicie napról napra javul, és kerüli a kiesést, de néhány nappal a végső kiesés előtt felfedezik a hazugságát. Mérante úgy dönt, hogy elismeri Camille-t az osztályba, miközben hagyta, hogy Félicie maradjon; bár Félicie szabálysértése súlyos volt, Mérante véletlenül szenvedélyesen látta táncát egy bárban, amelyet Victor meglátogatott. A végső elimináció előtti éjszakán Félicie elhanyagolja a képzést, hogy randizni menjen Rudival, egy jóképű fiúval az iskolából, ami csalódást okoz Odette-nek. Victor látja Félicie-t Rudival, és féltékeny lesz; ő és Félicie vitatkoznak. Másnap Félicie elkésik a meghallgatásról, és nem tud jól teljesíteni, így Clara része Camille-be megy.
Regine visszaküldi Félicie-t az árvaházba, ahol elveszíti a szellemét. Van egy álma, hogy csecsemő legyen késő anyja, egy balerina karjában, aki megadta neki a zenedobozt. Úgy dönt, hogy visszatér Párizsba, hogy segítsen Odette-nek és bocsánatot kérjen Victortól. A színpad megtisztítása közben Félicie találkozik Camille-lel, és egy táncharcban vesznek részt, melynek minden tanulója, Odette és Mérante tanúja. Félicie egy nagy jetét csinál egy lépcsőn, míg Camille nem. Mérante megközelíti a két lányt, és megkérdezi tőlük, Miért táncolnak, amire Camille elismeri, hogy csak azért táncol, mert az anyja azt mondja neki, míg Félicie izgatottan beszél a táncról, mint örökségéről és szenvedélyéről. Camille elismeri, hogy Félicie-nek táncolnia kell Clara-t. Az Eiffel műhely közelében, ahol a Szabadság-szobor épül, Félicie meghívja Victorot az előadásra. Egy dühösen elmebeteg Régine érkezik, üldözi Félicie - t a szobor koronájáig, és elzavarja, de Victor megmenti Camille segítségével. Éppen időben érkeznek az operába, hogy Félicie don Odette különleges pointe cipőjébe kerüljön; Félicie megcsókolja Victorot az arcán, ő pedig a Diótörőben lép fel a fő balerina mellett.

## Szereplők
| Szereplő            | Eredeti hang      | Magyar hang      |
| ------------------- | ----------------- | ---------------- |
| Félicie Milliner    | Elle Fanning      | Laudon Andrea    |
| Victor              | Dane DeHaan       | Fehér Tibor      |
| Camille             | Maddie Ziegler    | Kardos Eszter    |
| Odette              | Carly Rae Jepsen  | Györgyi Anna     |
| Merante             | Terrence Scammell | Kassai Károly    |
| Postás              | Terrence Scammell | Katona Zoltán    |
| Rudolph             | Tamir Kapelian    | Czető Roland     |
| Mathurin            | Tamir Kapelian    | Kerekes József   |
| Regine              | Julie Khaner      | Borbás Gabi      |
| Az Opera igazgatója | Joe Sheridan      | Faragó András    |
| Dora                | Elana Dunkelman   | Csuha Bori       |
| Stuck Girl          | Elana Dunkelman   | ?                |
| Nora                | Shoshana Sperling | Czető Zsanett    |
| Őr                  | Jamie Watson      | Harsányi Gábor   |
| Az operaház portása | Jamie Watson      | Schneider Zoltán |
| Főnökasszony        | Bronwen Mantel    | Szabó Éva        |

További magyar hangok: Bárány Virág, Csépai Eszter, Gyurin Zsolt, Hábermann Lívia, Korcsmáros András, Németh Attila